# Стрелби (филм от Социалистическа република Македония)
„Стрелби“ (на македонска литературна норма: „Стрелби“) е късометражен цветен анимиран филм от Социалистическа република Македония от 1977 година на режисьора Дарко Маркович по сценарий на самия Маркович, който също така е аниматорът на филма.
Филмът е отличен с няколко награди, сред които е диплома от Международния фестивал на късометражния и документалния филм в Билбао.